# Nuklearna transmutacija
Nuklearna transmutacija je pretvaranje jednog hemijskog elementa ili izotopa u drugi hemijski element. Nuklearna transmutacija se dešava u bilo kom procesu gde se menja broj protona ili neutrona u jezgru atoma.
Transmutacija se može postići nuklearnim reakcijama (u kojima spoljna čestica reaguje sa jezgrom) ili radioaktivnim raspadom, gde nije potreban spoljni uzrok.
Prirodna transmutacija zvezdanom nukleosintezom u prošlosti je stvorila većinu težih hemijskih elemenata u poznatom postojećem univerzumu, i nastavlja da se odvija do danas, stvarajući ogromnu većinu najčešćih elemenata u univerzumu, uključujući helijum, kiseonik i ugljenik. Većina zvezda vrši transmutaciju kroz reakcije fuzije koje uključuju vodonik i helijum, dok su mnogo veće zvezde takođe sposobne da stapaju teže elemente do gvožđa kasno u svojoj evoluciji.
Elementi teži od gvožđa, kao što su zlato ili olovo, nastaju kroz elementarne transmutacije koje se prirodno mogu pojaviti u supernovama. Jedan cilj alhemije, transmutacija osnovnih supstanci u zlato, sada je poznato da je nemoguć hemijskim sredstvima, ali moguć fizičkim. Kako zvezde počinju da spajaju teže elemente, znatno se manje energije oslobađa iz svake reakcije fuzije. Ovo se nastavlja sve dok se ne dođe do gvožđa koje se proizvodi endotermnom reakcijom koja troši energiju. Nijedan teži element se ne može proizvesti u takvim uslovima.
Jedna vrsta prirodne transmutacije koja se može primetiti u sadašnjosti se dešava kada se određeni radioaktivni elementi prisutni u prirodi spontano raspadnu procesom koji izaziva transmutaciju, kao što je alfa ili beta raspad. Primer je prirodno raspadanje kalijuma-40 do argona-40, koji formira većinu argona u vazduhu. Takođe na Zemlji se dešavaju prirodne transmutacije iz različitih mehanizama prirodnih nuklearnih reakcija, usled bombardovanja elemenata kosmičkim zracima (na primer, da bi se formirao ugljenik-14), a takođe povremeno od prirodnog neutronskog bombardovanja (na primer, pogledajte prirodni nuklearni fisijski reaktor).
Veštačka transmutacija se može desiti u mašinama koje imaju dovoljno energije da izazovu promene u nuklearnoj strukturi elemenata. Takve mašine uključuju akceleratore čestica i tokamak reaktore. Konvencionalni fisioni reaktori takođe izazivaju veštačku transmutaciju, ne iz snage mašine, već izlaganjem elemenata neutronima proizvedenim fisijom iz veštački proizvedene nuklearne lančane reakcije. Na primer, kada se atom uranijuma bombarduje sporim neutronima, dolazi do fisije. Ovo oslobađa, u proseku, tri neutrona i veliku količinu energije. Oslobođeni neutroni zatim izazivaju fisiju drugih atoma uranijuma, sve dok se sav raspoloživi uranijum ne iscrpi. Ovo se zove lančana reakcija.
Veštačka nuklearna transmutacija je razmatrana kao mogući mehanizam za smanjenje zapremine i opasnosti od radioaktivnog otpada.

## Spoljašnje veze
- "Radioactive change", Rutherford & Soddy article (1903), online and analyzed on Bibnum [click 'à télécharger' for English version].